# Български детски хор и училище „Гергана“ (Ню Йорк)
Български детски хор и училище „Гергана“ е български детски хор и българско училище на българската общтост в Ню Йорк, щата Ню Йорк, САЩ.

## История
Хорът е създаден в 2004 г. от джазовата певица Гергана Велинова с помощта на оперната певица Стефка Евстатиева и със съдействието на пианистката Павлина Доковска и Генералното консулство на Република България в Ню Йорк, което предоставя безплатно помещения в сградата си. 
Училището е създадено през февруари 2005 г. по предложение на Гергана Велинова от Нели Хаджийска с първоначална цел обучение на децата от хора в четене и разбиране текстовете на българските песни.  Така „Гергана“ е най-старото българско училище в Ню Йорк и първият професионално ръководен български детски хор извън България. 
От 2006 г. организацията носи името „Гергана“.  От 2009 г. „Гергана“ участва в програмите на Министерството на образованието и науката (МОН) за обучение по български език и култура в чужбина; в 2012 г. училището е лицензирано от МОН по ПМС 334.
„Гергана“ сътрудничи с Държавната агенция за българите в чужбина (ДАБЧ), членува в неправителствената Асоциация на българските училища в чужбина (АБУЧ) и работи съвместно с „Български концертни вечери в Ню Йорк“ и други културни организации. 
„Гергана“ е юридическо лице с нестопанска цел в щата Ню Йорк, чиято мисия е „да обучава безплатно ученици от предучилищна до 18-годишна възраст по български език, музика и култура посредством хорово и солово пеене, драма, учебни часове по български език, литература и история, безплатно издаване на учебни материали, както и с други учебно-възпитателни форми и средства“. 

## Училище
„Гергана“ работи с деца от българската общност в града и щата Ню Йорк и съседните щати Ню Джързи и Кънектикът. В учебната 2013 – 14 година почти всички ученици са родени в САЩ; известен брой са деца от смесени бракове, в някои от които почти не се говори български у дома.
През 2013 – 14 учебна година училището предлага детска градина за деца под 5 г.; две подготвителни групи за деца с ограничено владеене на български – за предучилищна и училищна възраст; подготвителна (предучилищна) група за деца, владеещи български; класове от първи до осми; театрално студио и танцово студио. Обучението в класовете се осъществява според изискванията на МОН, по учебните програми и учебниците за съответния клас.
Към 10 ноември 2013 г. в училището се обучават общо 69 деца на възраст от 3 до 14 г., от които 39 по ПМС 334; в двете възрастови групи на хора участват общо 37 деца. В училището и хора работят девет учители.
Учебната година продължава от средата на септември до средата на юни. Занятията се провеждат в неделя от 10 до 14.30 часа, в малки групи с постоянно индивидуално внимание към всяко дете.

## Хор
Детски хор „Гергана“ с диригент Красимира Иванчева, вокален педагог Стефка Евстатиева и корепетитор Магдалена Душкина има в историята си (към 16 юни 2013 г.) 66 концерта, сред които на сцените на Карнеги хол, Symphony Space на Бродуей и в централата на ООН в Ню Йорк. Хорът участва и в общобългарските чествания в града и изнася коледен концерт в Българската източноправославна епархийска катедрала „Св. св. Кирил и Методий“.
В концерти на хора участват и специални гости, сред които композиторът Хайгашод Агасян  и художникът Хубен Черкелов. Чести са и съвместните концерти с други „етнически“ училища, като с Чешкото и словашко училище, Астория, Ню Йорк, на 1 юни 2013 г. в Bohemian National Hall в Ню Йорк.
Репертоарът на хора включва българска детска хорова класика, обработен български фолклор и съвременна музика, често с музикално оформление и преводи или оригинални текстове на „Гергана“. 
Хористи от „Гергана“ кандидатстват успешно в елитните средни музикални училища в Ню Йорк, LaGuardia Arts и др.
В началото на 2013 г. е създаден "Мъжки хор на Oбщност „Гергана“ (Gergana Community Mens's Chorus) от родители, учители и приятели, предназначен и да приобщава англоезичните родители към делото на „Гергана“. 

## Театрално студио
Създадено в 2006 г. от актрисата и преподавателка в НАТФИЗ Мадлен Чолакова, от есента на 2012 г. студиото се ръководи от актрисата и певица Джина ДиДонато. В 2012 г. то поставя драматизация по „Приключенията на Лиско“ от Борис Априлов, а в 2013 г. – адаптация за детски хор по мюзикъла The Sound of Music в превод на български. За работата на „Гергана“ по последната постановка се снима документален филм, който ще бъда показан по БНТ и ВG7 TV. Театралните постановки са предназначени да развиват устната реч и лексиката на децата и да изграждат умения за публично говорене. 

## Танцово студио
През октомври същата година е открит клас по художествена гимнастика под ръководството на Боряна Йорданова, бивша национална състезателка на България, републиканска шампионка, носителка на Световната купа и настояща треньорка в Ню Йорк, комбиниран със спортна гимнастика за момчетата. 

## Издателска дейност
"Песнопойка „Гергана“ (София, 2013), съставена от учители от „Гергана“ и издадена от ДАБЧ, съдържа 39 избрани български песни от репертоара на детския хор от 2004 до 2011 г., снабдени с ноти и преведени и на английски език от Валентин Хаджийски.  Песнопойката се разпространява от ДАБЧ безплатно до българските училища в чужбина.  Преводите на английски са предназначени да помагат на децата да разбират българските текстове, да приобщават англоезичните им родители и приятели и да популяризират българската поезия и песен пред американската публика.  Поради големия интерес предстои второ издание на "Песнопойка „Гергана“.

## В медиите
„Гергана“ е представяна в публикации на изданията „Аз Буки“, „България 21“, „България сега“, „dir.bg“, „eurochicago.com“, „ide.li“, „Медиапул“, на официалните уебсайтове на АБУЧ, на Съюза на българските журналисти, в новинарски репортажи на БНТ, в предавания на БНР, в предаването „Облаче ле бяло“ на Национална телевизия СКАТ, в предаване на Интернет-радио „Татковина“ и др. 

## Награди
Училище „Гергана“ е наградено с почетното отличие на МОН „Неофит Рилски“ за 2013 г. , с наградата на Федерацията на балканско-американските асоциации за 2012 г., с плакет на Турско-американската женска лига за 2012 и 2013 г. и с почетни грамоти от Международна фондация „Кирил и Методий“ и фондация „Петко Груев Стайнов“ през 2010 г.  Ученици от „Гергана“ са печелили награди от детско-юношеския литературен конкурс „Стефан Гечев“, организиран от ДАБЧ. 

## Помещения
От създаването си до края на 2012 г. „Гергана“ се разполага в сградата на Генералното консулство на Република България в Ню Йорк. От началото на 2013 г. училището се помещава в сградата на държавната прогимназия Robert F. Wagner Middle School в Манхатън, където заема актовата зала и няколко класни стаи на първия етаж. 